# Chronów (gromada w powiecie bocheńskim)
Chronów – dawna gromada, czyli najmniejsza jednostka podziału terytorialnego Polskiej Rzeczypospolitej Ludowej w latach 1954–1972.
Gromady, z gromadzkimi radami narodowymi (GRN) jako organami władzy najniższego stopnia na wsi, funkcjonowały od reformy reorganizującej administrację wiejską przeprowadzonej jesienią 1954 do momentu ich zniesienia z dniem 1 stycznia 1973, tym samym wypierając organizację gminną w latach 1954–1972.
Gromadę Uście Solne z siedzibą GRN w Chronowie utworzono – jako jedną z 8759 gromad na obszarze Polski – w powiecie bocheńskim w woj. krakowskim, na mocy uchwały nr 18/IV/54 WRN w Krakowie z dnia 6 października 1954. W skład jednostki weszły obszary dotychczasowych gromad Chronów i Borówna ze zniesionej gminy Lipnica Murowana w tymże powiecie. Dla gromady ustalono 13 członków gromadzkiej rady narodowej.
1 stycznia 1958 gromadę Chronów zniesiono, a jej obszar włączono do gromady Lipnica Murowana.